# 가가 형사 시리즈
가가 형사 시리즈 또는 카가 형사 시리즈(일본어: 加賀恭一郎シリーズ 카가쿄이치로시리즈[*])는 히가시노 케이고의 추리소설 시리즈로, 《졸업 : 설월화 살인 게임》을 시작으로 카가 쿄이치로(加賀恭一郎) 형사를 주인공으로 한 작품들이다.

## 개요
카가 쿄이치로는 1986년 히가시노 케이고의 두 번째 작품 《졸업 : 설월화 살인 게임》에서 등장한다. 국립 T대학에 재학 중에 말려 들게 된 연속 살인 사건의 탐정 역이었다. 1989년 《잠자는 숲》에서 '작가의 장난기'로 경시청 수사1과 형사로 재등장하였다. 1990년대 중반부터 후반에는 《악의》나 《둘 중 누군가 그녀를 죽였다》, 《내가 그를 죽였다》, 《거짓말, 딱 한 개만 더》, 《붉은 손가락》에서도 등장한다. 그리고 최신작 《신참자》에서는 니혼바시 닌교쵸를 배경으로 등장한다.

## 등장인물

### 주인공
카가 쿄이치로
제일 처음 등장했을 때는 대학생이었고, 졸업 후에 교사가 되었지만, 어떤 학생과 있었던 일로부터 '교사로서는 실격'이라 판단하여 그만두고, 경찰관이 되어 수사 1과에서 네리마 경찰서에서 순사부장으로 근무한다. 그 뒤 히사마츠 경찰서로 전근하였고, 현재는 니혼바시 경찰서에서 경부보가 되었다.
키가 크고 어깨가 넓어 체형이 좋다. 얼굴에 굴곡이 뚜렷하여 눈매가 까맣게 보이고, 턱은 뾰족하다. 담배를 피우지 않아서 치아의 색이 하얗기 때문에 웃으면 시원한 느낌이 든다고 한다. 취미는 다도와 발레 감상이다. 국립 T대학 재학 중에는 검도 6단에 검도부 부장을 맡아 전일본선수권에서 우승하였다. 상냥하고 리더십과 다른 사람들과 협조하는 모습이 있었지만, 경찰관이 된 뒤에는 단독 행동이 잦다. 말을 잘 하지는 않지만, 말수가 없는 편도 아니다. 정이 많지만 냉정하고 침착하기도 하다. 범죄자에 대해서도 친절이나 배려를 잊지 않고, 빈틈없는 예리한 관찰력으로 사건을 꿰뚫어 본다. 사회학부 출신인 문과이지만, 공학・화학 등도 잘 알고 있다. 《신참자》에서는 몇 번이고 사건과 관계 없는 질문을 해서, 이상한 사람 취급을 받는다는 설정이다.
《졸업 : 설월화 살인 게임》에서 고등학교・대학교를 같이 다닌 아이하라 사토코에게 청혼을 했지만 차였다. 그후에는 친구로 남았는지 《잠자는 숲》에서는 그녀를 '대학생 때의 여자친구'라고 하고, 1년에 한 두 번 정도 해외에서 편지가 도착한다고 한다. 쿄이치로는 그것을 “과거로부터의 편지”라고 생각하고 있다. 신인 발레리나 아사오카 미오를 좋아한다고 하지만 그 뒤의 진전은 밝혀지지 않았다. 《신참자》에서 어떤 사건의 재판에서 변호 측의 증인으로 출두했던 것이 나와 있다. 그 때문에 관할을 이동하게 되어 지금은 독신으로 《붉은 손가락》에서는 30대 중반이 되었다.
어머니가 집을 나간 원인이 아버지가 바빠서라고 생각하고 있는 듯 하며, 사이는 그다지 좋은 편은 아니지만, 《잠자는 숲》에서는 가끔 전화로 안부를 묻는다.

### 가족
카가 타카마사
쿄이치로의 아버지로 전직 경찰관이며 퇴직 후에는 경비 회사의 자문을 맡았다. 《졸업 : 설월화 살인 게임》에서는 쿄이치로에게 사건에 대해 충고를 했다. 《잠자는 숲》에서는 쿄이치로에게 결혼 이야기를 하기도 하고, 주변에서 일어난 사소한 사건으로 전화를 하기도 했다. 《붉은 손가락》에서는 담낭과 간암으로 입원하였다.
마츠미야 슈헤이
쿄이치로의 사촌 동생으로 경시청 수사1과에 소속되어 있다. 친아버지는 돌아가셨고, 쿄이치로의 아버지인 숙부를 아버지처럼 존경하고 있다. 숙부의 병문안을 오지 않는 쿄이치로에 대해 불만을 품고 있다. 쿄이치로를 '쿄상'이라 부른다. 이후 쿄이치로와 숙부 사이의 깊은 마음을 알게 된다.

### 그 외의 형사들
사야마
《졸업 : 설월화 살인 게임》에 등장하며 사건 담당 수사관이다.
오오타
《잠자는 숲》에 등장하고 경시청 수사1과 소속이다.
코바야시
《잠자는 숲》에 등장하고 관할서 수사 주임이다.
토미이
《잠자는 숲》에 등장하고 경시청 수사1과 소속이며 카가의 상사이다.
우치무라・스가와라
《잠자는 숲》에 등장하며, 시부야 경찰서의 형사이다.
야마베
《둘 중 누군가 그녀를 죽였다》에 등장하며 네기마 경찰서 소속의 형사이다.
혼마
《둘 중 누군가 그녀를 죽였다》에 등장하며 토요하시 경찰서의 형사이자 이즈미 야스마사의 상사이다.
타사카
《둘 중 누군가 그녀를 죽였다》에 등장하며 이즈미 야스마사의 동료이자 경찰학교 동기이다.
사카구치
《둘 중 누군가 그녀를 죽였다》에 등장하며 이즈미 야스마사의 동료이다.
사코타・마키무라
《악의》에 등장하며 경시청 수사 1과 소속이다.
와타나베・키무라・도이・나카가와・야마사키・스가와라
《내가 그를 죽였다》에 등장하며 경시청 수사 1과 소속이다.
무라코시
《거짓말, 딱 한 개만 더》에 등장하며 사건 담당 수사관이다.
사카가미
《붉은 손가락》에 등장한다. 경시청 수사 1과 소속이며 마츠미야 슈헤이의 선배이자 사건 담당 수사관이다.
코바야시・이시가키
《붉은 손가락》에 등장하며 경시청 수사 1과 소속이다. 마츠미야 슈헤이의 상사이다.
마키무라
《붉은 손가락》에 등장하며 네리마 경찰서 소속의 사건 담당 수사관이다.
우에스기 히로시
《신참자》에 등장하는 니혼바시 경찰서의 인물로 카가의 상사이다.

### 연인
아이하라 사토코
※ 《졸업》에 등장.
T대학 국문과 4학년. 도쿄의 출판사에 입사 예정. 이후 호주 유학.
아사오카 미오
※ 《잠자는 숲》에 등장.
다카야나기 발레단의 발레리나.

### R 고등학교, T 대학 시절 친구들
도도 마사히코
가나이 나미카
마키무라 쇼코
와코 이사미
이자와 하나에
※ 이하 전원 《졸업》에 등장

### 현립 R 고등학교 시절 은사
미나미사와 마사코
※ 《졸업》에 등장

## 시리즈 작품
한국에 출간된 정보를 기준으로 기술한다.

### 1. 《졸업: 설월화 살인 게임》
작품 설명카가 쿄이치로가 처음 등장하는 작품이다. 제목의 '설월화'는 다도의 한 방식을 뜻하는 말로 소설에서 주요 장치로 활용된다.
- 출간일 : 2009년 6월 30일, 현대문학, ISBN 978-89-7275-436-7

#### 등장인물
가가 교이치로국립 T대학 사회학부 4학년. 검도부원
아이하라 사토코문학부 4학년. 가가로부터 고백을 받는다.
가나이 나미카문학부 4학년. 검도부원. 당찬 성격의 여성
도도 마사히코이공학부 4학년. 대학원에 진학할 예정
와코 이사미4학년. 테니스 부원. 학생운동 전력의 형이 있다.
이자와 하나에문학부 4학년. 와코의 연인. 마음이 여리고 눈물이 많다.
(위에 소개된 사람들은 고교 시절부터 가가와 친구 사이)
미나미사와 마사코가가와 그 친구들의 고교 시절 은사. 현재는 정년퇴직했다. 다도의 달인으로 옛 제자들과 부정기적으로 다도 모임을 갖는다.
시야마현경 소속 형사
미시마 료코S대학 검도선수. 가나이 나미카와 결승에서 맞붙는다.
후루카와 도모코쇼코 옆방에 기숙하는 3학년 학생

### 2. 《잠자는 숲》
- 출간일 : 2009년 6월 30일, 현대문학, ISBN 978-89-7275-437-4

#### 등장인물
가가 쿄이치로
아사오카 미오
사이토 하루코
가지타 야스나리
다카야나기 시즈코
다카야나기 아키코
모리이 야스코
나카노 다에코

### 3. 《둘 중 누군가 그녀를 죽였다》
등장인물
가가 교이치로네리마 경찰서의 순사부장
이즈미 소노코전자부품 메이커의 도쿄 지사 판매부 직원/이즈미 야스마사의 여동생
이즈미 야스마사이즈미 소노코의 오빠/아이치 현의 교통 지도계 경찰(야스마사가 사는 곳이 밝혀져 있지는 않지만, 아이치 현 중심부부터 사건이 일어난 도쿄까지는 자동차로 약 2시간 30분 거리)
츠쿠다 준이치이즈미 소노코의 회사 근처에서 그림을 그려 파는 거리의 화가
유바 가요코이즈미 소노코의 고등학교, 대학교 동창
작품 설명
독자가 범인을 유추할 수 있도록 작가가 범인을 밝히지 않고 끝내는 특징을 보인다. 범인을 찾지 못한 독자를 위해 단행본 판권 뒤에 '범인 유추'를 위한 해설이 붙어 있다. 작가가 남긴 단서들이 개연성은 있으나 절대적이지 않아서 범인을 특정지을 수 없다는 판단도 가능해 독자들 사이에서 논란이 있다. 연재 당시 확실하게 제시했던 단서를 단행본으로 엮으면서 삭제하기도 했다.
- 출간일 : 2009년 6월 30일, 현대문학, ISBN 978-89-7275-438-1

### 4. 《악의》
- 출간일 : 2008년 7월 25일, 현대문학, ISBN 978-89-7275-419-0

### 5. 《내가 그를 죽였다》
등장인물
가가 교이치로네리마 경찰서 소속 형사
호다카 마코토각본가 겸 소설가
간바야시 미와코시인. 호다카 마코토의 약혼자
간바야시 다카히로미와코의 오빠
스루가 나오유키호다카의 매니저
유키자사 사오리미와코의 담당 편집자
나미오카 준코스루가와 같은 맨션에 사는 동물병원 조수
작품 설명
《둘 중 누군가 그녀를 죽였다》과 비슷한 형식으로 역시 범인을 밝히지 않고 끝냈다. 용의자가 늘어나면서 《둘 중 누군가 그녀를 죽였다》보다 조금 더 여러 가지 단서를 찾아야 하는 재미를 준다. 하지만 역시 작가가 남긴 단서들에 접근하는 방식을 놓고 논란이 있기도 하다.
- 출간일 : 2009년 6월 30일, 현대문학, ISBN 978-89-7275-439-8

### 6. 《거짓말, 딱 한 개만 더》
(단편집)
- 출간일 : 2009년 7월 27일, 현대문학, ISBN 978-89-7275-440-4

시리즈 첫 번째 단편집이다. 전부 거짓말에 관련된 이야기로 되어 있고, 쿄이치로가 아닌 다른 인물의 시선으로 그려졌다.
| 제목                  | 출전                       | 비고                                               |
| --------------------- | -------------------------- | -------------------------------------------------- |
| 거짓말, 딱 한 개만 더 | 《IN★POCKET》 1999년 5월호 | 쿄이치로가 《잠자는 숲》을 연상시키는 발언을 한다, |
| 차가운 작열           | 《소설현대》 1996년 10월호 | 영상화 된 적이 있다.                               |
| 제2지망               | 《소설현대》 1997년 6월호  |                                                    |
| 어그러진 계산         | 《소설현대》 1997년 10월호 | 영상화 된 적이 있다.                               |
| 친구의 조언           | 《소설현대》 1999년 7월호  | 쿄이치로의 친구가 등장                             |

### 7. 《붉은 손가락》
- 출간일 : 2007년 7월 20일, 현대문학, ISBN 978-89-7275-394-0

### 8. 《신참자》
（최신작）
- 국내에서는 2012년 3월 16일 발매. 재인출판사 ISBN 978-89-90982-46-9
- (일본) 단행본：2009년 9월 18일 고단샤 ISBN 4-06-215771-3

### 9.《기린의 날개》
(최신작)
- (일본) 단행본 : 2011년 3월 3일 고단샤 ISBN 4-06-216806-5
- 출간일 : 2017년 2월 6일, 재인, ISBN 9788990982674

## 비고
- 《내가 그를 죽였다》는 소설화 된 것과 문고판 범인이 다르다.
- 최초의 실사화는 1993년 아사히 TV 토요 와이드 극장에서 《잠자는 숲》이 《잠자는 숲의 미녀 살인 사건》이라는 제목으로 드라마화 된 것이다. 이 때 카가 역은 야마시타 신지가 맡았다.
- 2010년 4월 ~ 6월에 《신참자》가 TBS 일요극장에서 방송 되었다. 카가 역은 아베 히로시가 맡았다.